# 國家級風景特定區
國家級風景特定區，簡稱國家風景區，是指中華民國（臺灣）交通部觀光署依據《發展觀光條例》第10條，結合一或多個地區之特性及功能等實際情形，並與相關機關會商等規定程序後公告劃定、由國家（中央政府）管理的重要風景或名勝地區。各國家風景區設置管理處做為管理單位，均隸屬交通部觀光署管轄。相對於國家級風景特定區，則有各地方政府劃設的直轄市級及縣（市）級風景特定區，由各地方政府的觀光主管機關規劃訂定之。
雖然「國家級風景特定區」為其法源《發展觀光條例》上所使用的名稱，但在實務上，交通部觀光署並未使用該名稱，而改用更為精簡的「國家風景區」，並據以制訂《國家風景區管理處組織通則》，做為所有國家風景區管理單位的法源依據。因此「國家風景區」可算是另一法定正式名稱，而非僅為「國家級風景特定區」的簡稱。
目前臺灣共有13處國家風景區，最早一處是1984年成立的「東北角海岸」，最新一處則是2005年成立的「西拉雅」。

## 國家風景區列表
北臺灣
1. 東北角暨宜蘭海岸國家風景區[註 1]
2. 北海岸及觀音山國家風景區

中臺灣
1. 參山國家風景區（獅頭山、梨山、八卦山）
2. 日月潭國家風景區

南臺灣
1. 阿里山國家風景區
2. 雲嘉南濱海國家風景區
3. 西拉雅國家風景區（關子嶺、烏山頭水庫、虎頭埤、曾文水庫、左鎮）
4. 茂林國家風景區（多納、寶來、新威、大津、雅爾、梅蘭、拉芙蘭、賽嘉、瑪佳沙）
5. 大鵬灣國家風景區（大鵬灣、小琉球）

東臺灣
1. 東部海岸國家風景區（花東海岸、綠島）
2. 花東縱谷國家風景區

離島地區
1. 澎湖國家風景區
2. 馬祖國家風景區

## 外部連結
- 交通部觀光局行政資訊系統（页面存档备份，存于）